# Liste der Naturdenkmale in Dahlen (Sachsen)

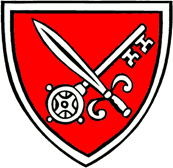
Wappen von Dahlen

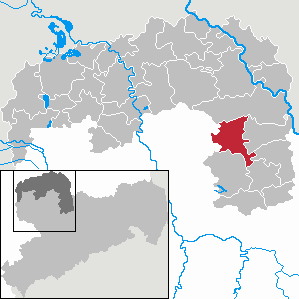
Lage von Dahlen

In der Liste der Naturdenkmale in Dahlen werden die Einzel-Naturdenkmale, Geotope und Flächennaturdenkmale auf dem Gebiet der nordsächsischen Stadt Dahlen und ihren Ortsteilen Börln, Bortewitz, Großböhla, Kleinböhla, Neuböhla, Ochsensaal, Radegast, Schmannewitz und Schwarzer Kater aufgeführt.
Bisher sind lt. Quellen 4 Einzel-Naturdenkmale, 1 Geotope und 4 Flächennaturdenkmale bekannt und hier aufgelistet.
Die Angaben der Liste basieren auf Daten des Geoportals Sachsenatlas, des „Geoviewer Sachsen“ und den Daten auf dem Geoportal Nordsachsen.

## Definition
„Gesetz über Naturschutz und Landschaftspflege (BNatSchG), § 28 Naturdenkmäler:
 Naturdenkmäler sind rechtsverbindlich festgesetzte Einzelschöpfungen der Natur oder entsprechende Flächen bis zu fünf Hektar, deren besonderer Schutz erforderlich ist
1. aus wissenschaftlichen, naturgeschichtlichen oder landeskundlichen Gründen oder
2. wegen ihrer Seltenheit, Eigenart oder Schönheit.“

„SächsNatSchG, § 18 Naturdenkmäler (zu § 28 BNatSchG):
1. Die Erklärung nach § 22 Abs. 1 BNatSchG von Teilen von Natur und Landschaft als Naturdenkmal erfolgt durch Rechtsverordnung oder Einzelanordnung.
2. Über § 28 Abs. 1 BNatSchG hinaus können Naturdenkmäler zur Sicherung von Lebensgemeinschaften oder Lebensstätten von im Bestand gefährdeten oder streng geschützten Arten festgesetzt werden.“

## Legende
- Bild: zeigt ein vorhandenes Foto des Naturdenkmals.
- ND/FND-Nr: zeigt die jeweilige Nr. des Objekts
- Beschreibung: beschreibt das Objekt näher
- Koordinaten: zeigt die Lage auf der Karte
- Quelle: Link zur Referenzquelle

## (Einzel-)Naturdenkmale (ND)
| Bild           | ND-Nr.   | Ortsteil  | Alter  | Beschreibung | Koordinaten                  | Quellen |
| -------------- | -------- | --------- | ------ | --- | ---------------------------- | ------- |
| Weitere Bilder | nso: 323 | Großböhla | unbek. | die Winterlinde (Tilia cordata) in Großböhla steht im Garten des Pfarrhaus, Querstraße 12 | 51° 20′ 20″ N, 13° 1′ 56″ O  | nso:323 |
| Weitere Bilder | nso: 324 | Dahlen    | unbek. | die Lindenallee zum Hammelstall befindet sich ca. 1 km nördlich der Stadt Dahlen, es ist eine etwa 800 m lange Allee aus beidseitig angepflanzten Linden (Tilia) zwischen Ziegelteich (im Osten) und Lindenhof (im Westen), beginnend an einem Weg nördlich am Remisenwald etwa 200 m westlich der Einmündung Schlossstraße/Weg zur Gräfenhainer Mühle. Die Allee reicht im Osten in das Landschaftsschutzgebiet „Dahlener Heide“ und befindet sich im FFH-Schutzgebiet „Dahle und Tauschke“ | 51° 22′ 46″ N, 12° 58′ 58″ O | nso:324 |
| Weitere Bilder | nso: 325 | Dahlen    | unbek. | die 1.Lindenallee Dahlen ist eine etwa 200 m lange Allee aus beidseitig angepflanzten Linden (Tilia) gegenüber dem Schloss Dahlen, ca. 50 m südlich der 2.Lindenallee, die Allee ist Teil der Sachgesamtheit des sächsischen Kulturdenkmal „Schloss, Rittergut und Schlosspark Dahlen“ (Objekt-ID: 09305510) | 51° 22′ 2″ N, 12° 59′ 37″ O  | nso:325 |
| Weitere Bilder | nso: 326 | Dahlen    | unbek. | die 2.Lindenallee Dahlen ist eine etwa 120 m lange Allee aus beidseitig angepflanzten Linden (Tilia) gegenüber dem Schloss Dahlen, ca. 50 m nördlich der 1.Lindenallee, die Allee ist Teil der Sachgesamtheit des sächsischen Kulturdenkmal „Schloss, Rittergut und Schlosspark Dahlen“ (Objekt-ID: 09305510) | 51° 22′ 4″ N, 12° 59′ 39″ O  | nso:326 |

## Geotope
| Bild           | ND-Nr.   | Ortsteil     | Alter  | Beschreibung | Koordinaten                  | Quellen |
| -------------- | -------- | ------------ | ------ | --- | ---------------------------- | ------- |
| Weitere Bilder | nso: 317 | Schmannewitz | unbek. | der Bucklige Findling im Wald des Landschaftsschutzgebiet „Dahlener Heide“ liegt etwa 300 m östlich des Hakenweg im Siebenquellental des Sitzenrodaer Bach, ca. 2,5 km nördlich von Schmannewitz und 500 m südöstlich vom Weißen Haus im Süden von Sitzenroda (Gemarkung Schmannewitz, Flurstück 1473), der Standort des elliptischen Eiszeit-Findling aus rötlichen Granit gehört zum FFH-Schutzgebiet „Laubwälder der Dahlener Heide“ und liegt im EU-Vogelschutzgebiet „Dahlener Heide“. | 51° 25′ 24″ N, 12° 58′ 53″ O | nso:317 |

## Flächen-Naturdenkmale
| Bild           | FND-Nr.  | Ortsteil     | Größe  | Beschreibung | Koordinaten                  | Quellen |
| -------------- | -------- | ------------ | ------ | --- | ---------------------------- | ------- |
| Weitere Bilder | tdo: 319 | Schmannewitz | 0,01ha | das Kleinbiotop Franzosendelle liegt etwa 2 km nördlich Schmannewitz, ca. 300 m nördlich des Abzweig Ochsensaal an der S24-Verbindungstraße nach Sitzenroda im Landschaftsschutzgebiet „Dahlener Heide“ (Gemarkung Schmannewitz, Flurstück 1287) | 51° 24′ 43″ N, 12° 58′ 20″ O | nso:228 |
| Weitere Bilder | tdo: 320 | Ochsensaal   | 0,41ha | der Markusteich (Ochsensaal) befindet sich im Wald etwa 1 km südlich von Ochsensaal im Landschaftsschutzgebiet „Dahlener Heide“ (Gemarkung Ochsensaal, Flurstück 785) an einem Quelllauf des Lossabach, welcher bei Falkenhain in die Lossa mündet. Ehemals als Vorstauteich für den etwa 400 m westlich gelegenen See Krummer Teich angelegt, welcher westlich in den Dammühlenteich in Richtung Frauwalde abfließt, haben sich am Bachlauf und den umliegenden Moorwiesen nach Einstellung der Fischerei eigene Biotope mit nachgewiesenen Vorkommen von Kammmolch (Triturus cristatus) und Große Moosjungfer (Leucorrhinia pectoralis) gebildet. Das Gebiet gehört zusammen mit einem weiteren Zulauf zum See Krummer Teich zum FFH-Schutzgebiet „Lossa und Nebengewässer“ | 51° 24′ 13″ N, 12° 57′ 14″ O | nso:244 |
| Weitere Bilder | tdo: 321 | Schmannewitz | 5,58ha | das Siebenquellental liegt etwa 2 km nördlich von Schmannewitz, im Wald nördlich am A-Weg des Landschaftsschutzgebiet „Dahlener Heide“ (Gemarkung Schmannewitz Flurstück 1469 - südlicher Teil, Gemarkung Ochsensaal 653 - nördlicher Teil) direkt südlich am Weißen Haus, Ortsausgang Sitzenroda. Es ist das Quellgebiet mit mehreren kleinen Quellläufen des Sitzenrodaer Bach, der nördlich abfließt und bei Klitzschen in den Heidebach und über den Schwarzer Graben in die Elbe mündet. Dem etwa 700 m langen Bachlauf von der Quelle am A-Weg im Süden und dem Tal entlang verläuft östlich der Hakenweg, welcher nach Norden in die Straße „Zum Quellental“ in Sitzenroda übergeht. Das Gebiet gehört zum FFH-Schutzgebiet „Laubwälder der Dahlener Heide“ und liegt im EU-Vogelschutzgebiet „Dahlener Heide“, etwa 300 m östlich vom Tal befindet sich der Standort des Buckligen Findling. | 51° 25′ 28″ N, 12° 58′ 31″ O | nso:253 |
| Weitere Bilder | tdo: 322 | Dahlen       | 0,2ha  | der Feuchtwiesenteich Erlentümpel (Graumühle Dahlen) liegt etwa 200 m nördlich der Gräfenhainer Mühle im Norden der Stadt und etwa 250 m südlich vom Mühlteich im Landschaftsschutzgebiet „Dahlener Heide“. Er ist stark überwachsen und durch Überschattung mit Schwarz-Erle (Alnus glutinosa) nur bedingt als Amphibienlaichgewässer, z. B. des Nördlicher Kammmolch (Triturus cristatus) oder Libellenarten geeignet. Das Biotop soll aber im Rahmen der Maßnahmen im Biotop-Verbund des FFH-Schutzgebiet „Dahle und Tauschke“ saniert und wiederhergestellt werden. | 51° 22′ 43″ N, 12° 59′ 50″ O | nso:229 |